# キーロフ級巡洋艦
キーロフ級巡洋艦（キーロフきゅうじゅんようかん Kirov class cruiser）は、ソビエト海軍の巡洋艦の艦級である。ソ連での艦種呼称は軽巡洋艦。

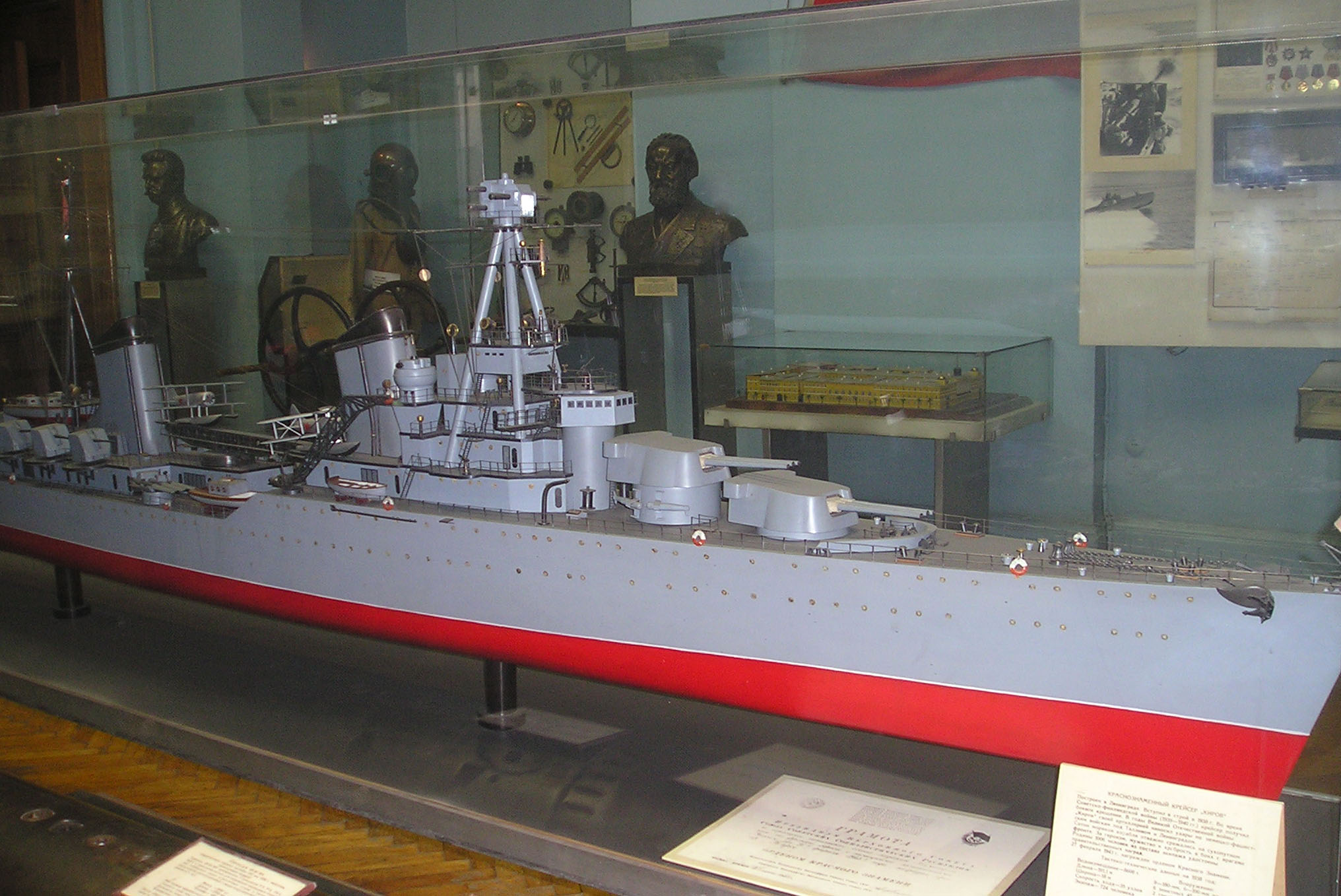
キーロフの模型

ソ連海軍での計画名は26型軽巡洋艦（キーロフ級）（Лёгкие крейсера проекта 26 "Тип Киров"）である。
キーロフ級は主砲として18cm砲を採用したため、ロンドン海軍軍縮条約の備砲基準を当てはめて重巡洋艦に類別する文献もあるが、当時のソ連海軍内での位置付けや開発経緯、および英蘇海軍協定による取り決めから、軽巡洋艦として扱われる場合も多い。。
また、本級の改良型としてマクシム・ゴーリキー級があるが、僅かな違いでしかないためにこれとまとめて26/26-bis型と称することもある。

## 開発

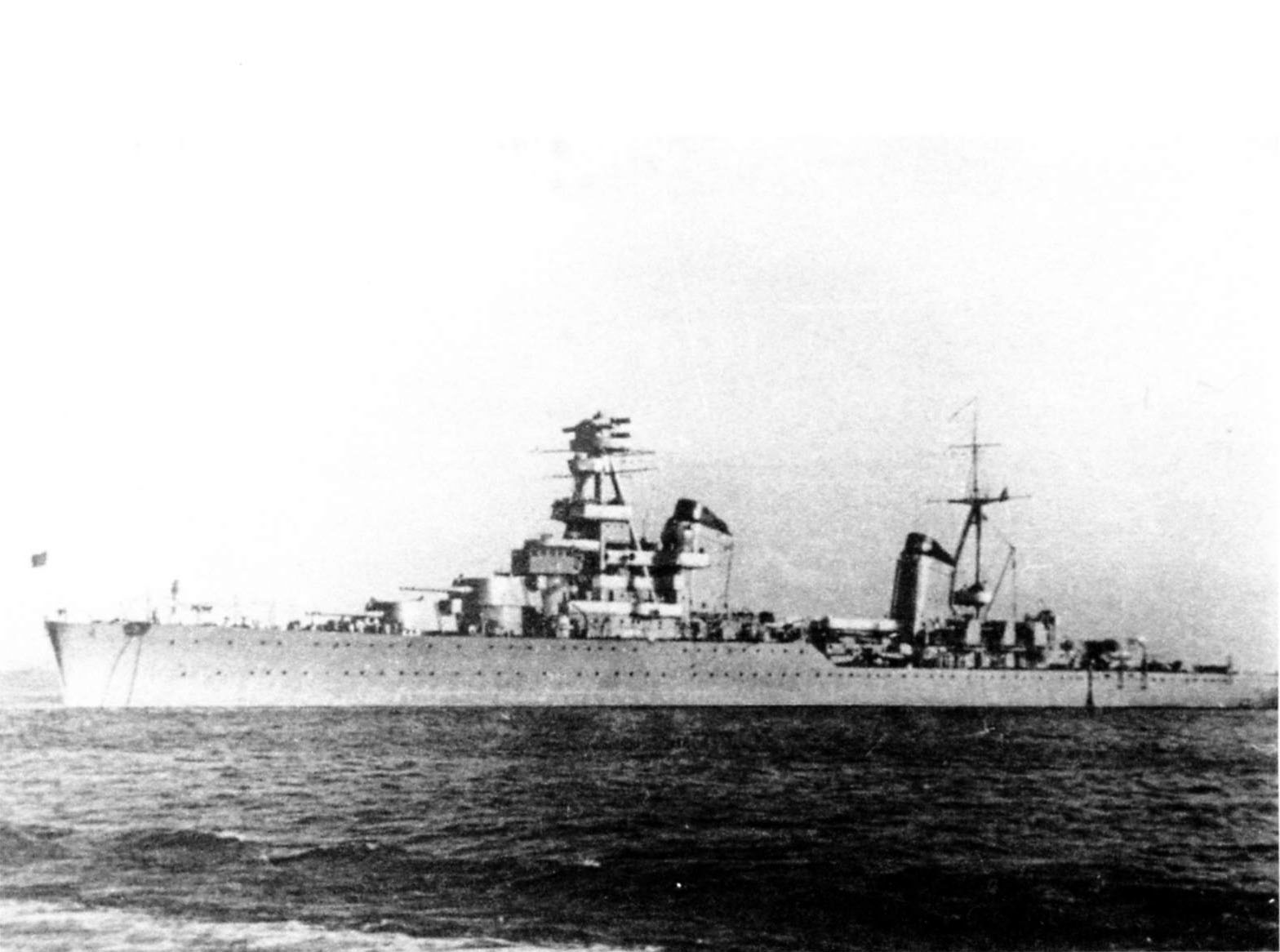
1941年に撮られたキーロフ

ロシア革命とその後のロシア内戦の混乱がひとまず収まった1933年頃、ソビエト連邦海軍の第二次五ヶ年計画において4隻の巡洋艦の建造が認められた。しかし、革命の嵐の吹き荒れたソ連海軍には優秀な人材の多くが失われ、新時代の巡洋艦像を纏め上げることは難しかった。そこで、1930年代にから外国からの助力を頼る事を決断して、世界各国にオファーを行った所、イタリアが手を挙げた。
早速、イタリアから技術者を招聘して技術を学習すると共に、最新の設計であった軽巡洋艦｢ライモンド･モンテクッコリ級｣の設計図の提供が受けられた。更にその後継艦「エマヌエレ・フィリベルト・デュカ・ダオスタ級」用の機関一式の設計図および、イタリア軍事企業によるソ連造船所での製造支援の契約を結んだソ連海軍は、イタリア式設計で新時代のソ連製巡洋艦である本級を設計したのである。

## 艦形

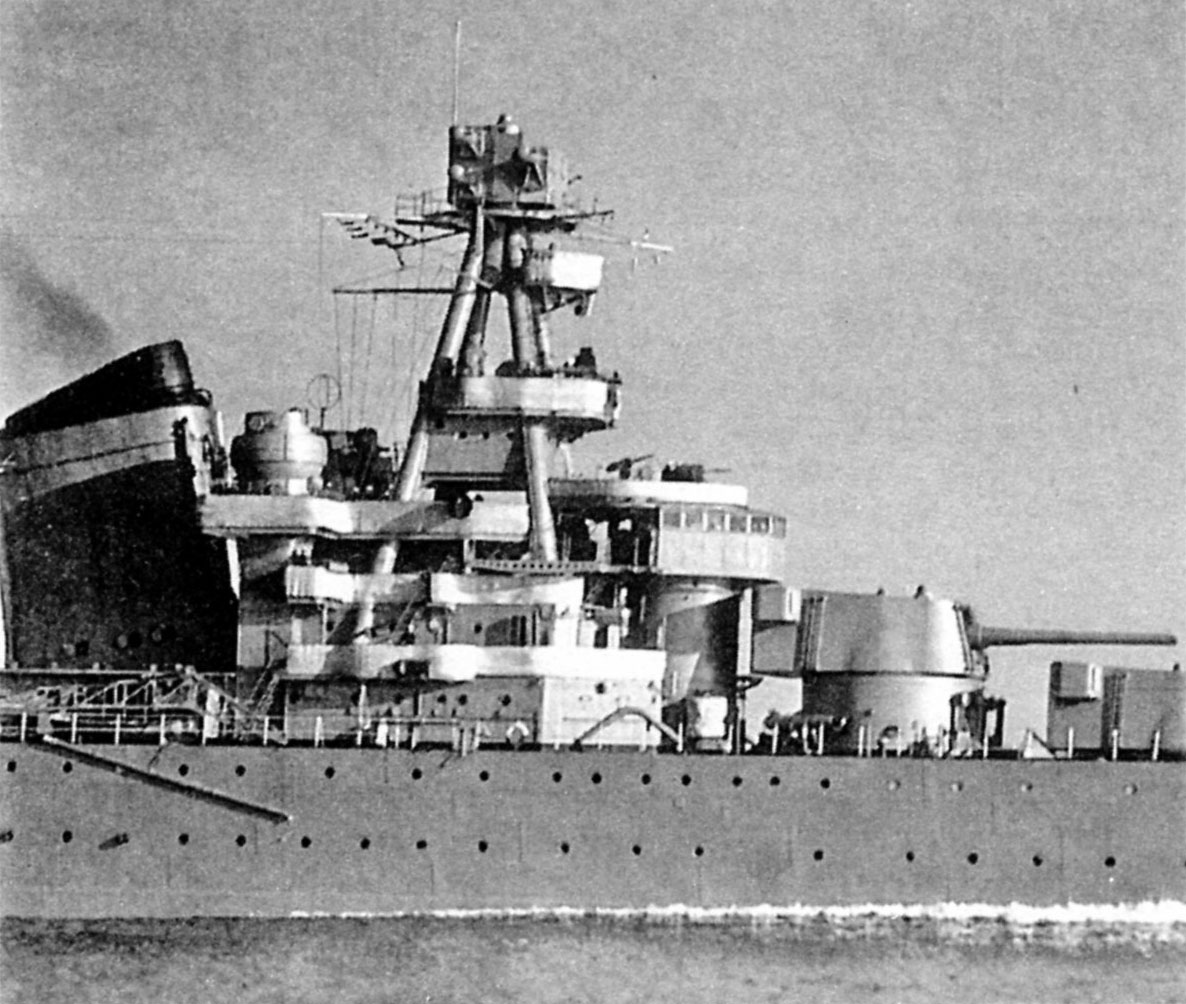
竣工当時の「キーロフ」の艦橋付近を撮影した写真。

タイプシップの｢ライモンド･モンテクッコリ｣級では前檣は近代的な塔型であったが、本級では加工の容易な三脚檣を採用している点や、主砲塔は原案の連装砲塔より意欲的な三連装砲を採用している点が特色である。
本級の船体形状はイタリア近代巡洋艦の流れを汲む短船首楼型船体であったが、領海には真冬に流氷に閉ざされるバルト海があるために砕氷船として使えるように砕氷構造の艦首を採用していた。艦首甲板上には18cm速射砲を新設計の三連装砲塔に収めて背負い式で2基を配置した。2番主砲塔の背後には司令塔を組み込んだ操舵艦橋が立つが、前部は窓の付いた覆いがあったが、後部は解放型であったために真冬には冷気が見張り所や艦橋に吹き込んで内部が結氷する欠点があった。艦橋を基部として4段の見張り所を持つ三脚式の前部マストが設けられ、頂上部には測距儀と射撃方位盤が配置された。本級の機関配置はボイラーと推進機関タービンを交互に配置する「シフト配置」を採用していたために、2本煙突の間は前後に広く離れていたが、そのスペースを無駄にせずに水上機施設に充て、水上機射出用カタパルトが中央部中心部に1基配置された。カタパルトの両脇には艦載艇と53.3cm三連装魚雷発射管が左右に1基ずつ置いてあり、水上機と艦載艇は1番煙突の左右にある揚収用クレーンが片舷1基ずつの計2基で運用された。副武装の10cm高角砲は爆風避けのカバーの付いた単装砲架で2番煙突の脇に片舷3基ずつ計6基を配置した。2番煙突の背後にシンプルな三脚式の後部マストが配置され、後部甲板上に3番主砲塔が後向きに1基配置された。

## 武装

### 主砲

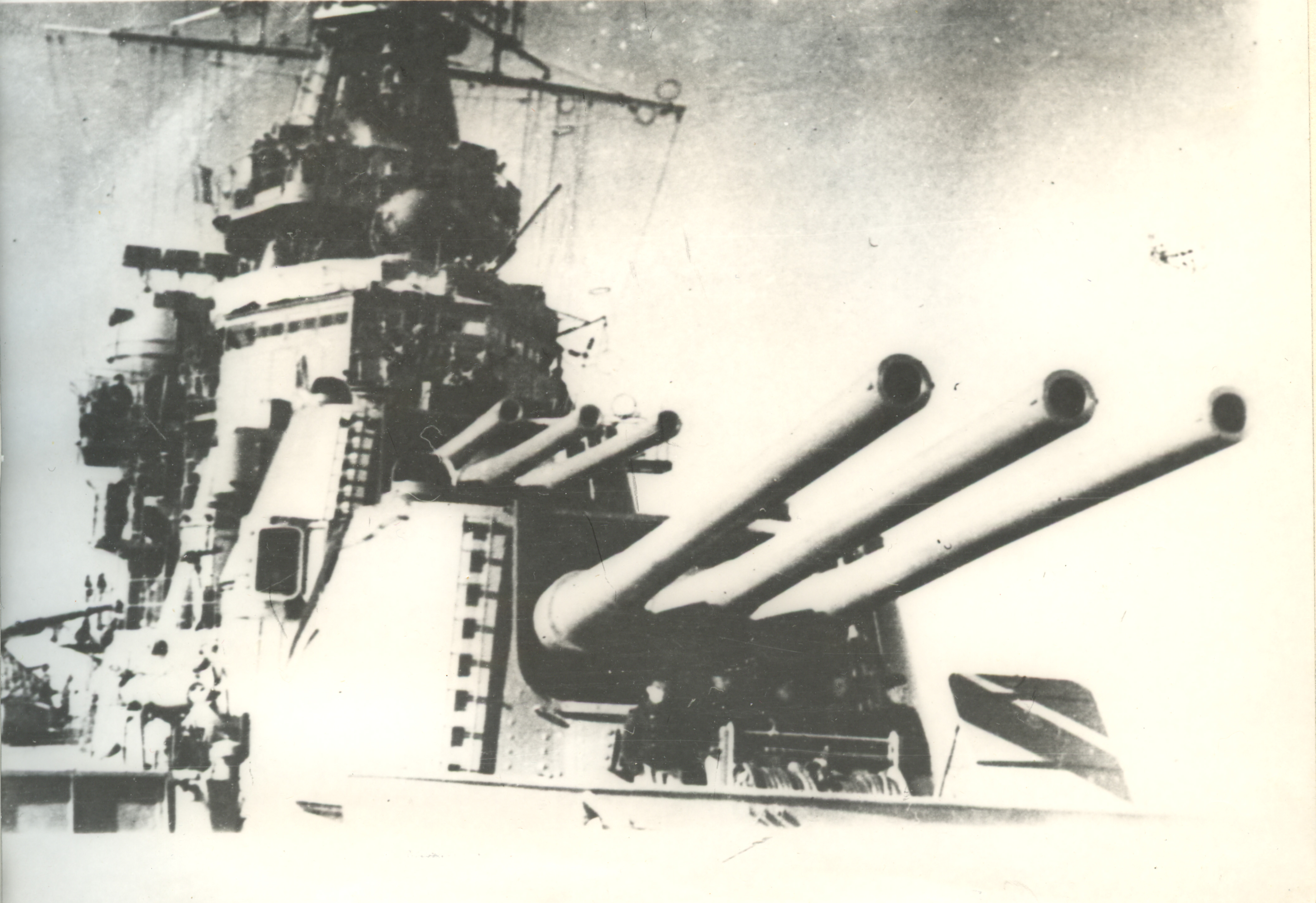
「ヴォロシーロフ」の艦首側の18cm三連装砲塔。

本級の主砲口径については当初は国際条約に配慮して元設計と同じく15.2cm砲を採用する予定であったが、ソ連はロンドン海軍軍縮条約には調印していない事で条約に囚われない自由な口径を選択することにした。更に、本級の主砲として使える15.2cm砲でもっとも製造年が新しいものでも1906年と言う、改良の余地もない旧式砲しか選択肢がなかった。幸いにしてこの時、「クラースヌイ・カフカース」において採用された「1931年型 18cm（60口径）砲」の運用実績が好評であったので、これの砲架を改良した「1932年型 18cm（57口径）砲」を採用した。この砲を三連装砲塔に収めた。搭載形式は元設計となったライモンド･モンテクッコリ級では連装砲塔4基8門であったが、設計段階で意欲的にも3連装砲塔3基9門に改めた。しかし、元設計が連装砲塔でしかなかったのを三連装砲塔にしたため、細い船体幅に収めるためには砲架は独立型ではなく3門の砲身を同一の砲架に装着した。この設計は砲塔を小型にでき、砲架の構造も単純化できたが、本級の主砲は3門が同時に仰角・俯角運動を行い、発射も交互発射が構造上できず斉射しか出来なくなった。しかも3本の砲身の間隔が接近しているため、斉射時に砲弾が発する衝撃波が相互に干渉し合って散布界が広くなる問題は元設計より悪化した。
主砲は重量97.5 kgの砲弾を仰角45度で37,800mまで届かせることが出来、砲塔の俯仰能力は仰角48度・俯角4度で、旋回角度は船体首尾線方向を0度として左右180度の旋回角度を持つが実際は上部構造物により射界に制限があった。発射速度は毎分5.5発である。

### 高角砲、その他の備砲

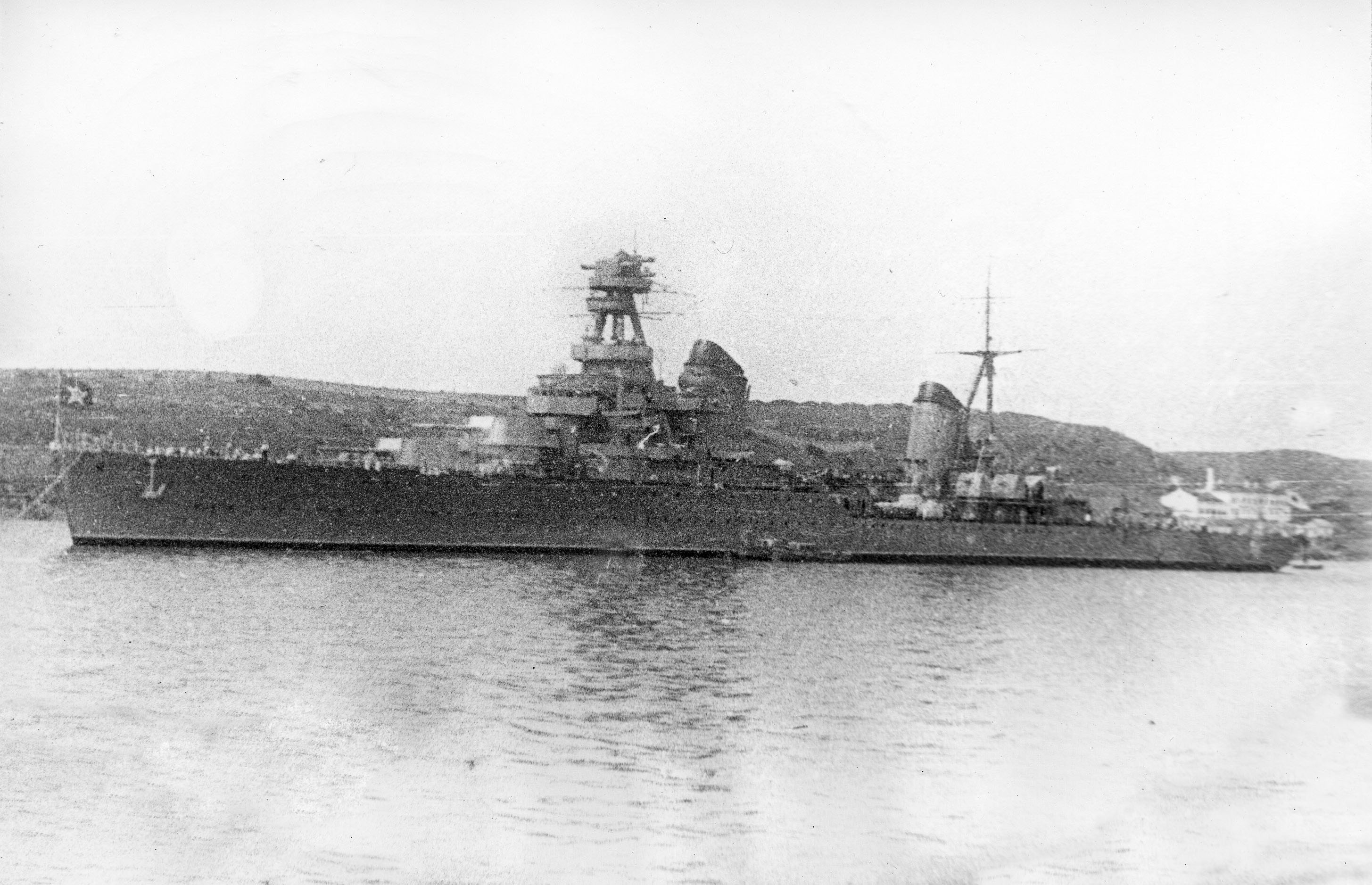
1941年に撮られた「ヴォロシーロフ」。2番煙突の周辺に10cm単装高角砲が見える

高角砲は同じく新設計の「1934年型 10cm（56口径）高角砲」を採用した。この砲は15.6 kgの砲弾を仰角45度24,000 m、
最大仰角85度で高度14,000 mまで届けられた。旋回と俯仰は電動と人力で行われ、左右方向に176度旋回でき、俯仰は仰角85.5度、俯角5.5度で発射速度は毎分16発だった。これを単装砲架で片舷3基の計6基を搭載した。他に高角砲を補助するために「1941年型 4.5cm（46口径）高角機関砲」を採用した。この砲は3.45 kgの砲弾を仰角45度9,500 m、最大仰角85度で高度6,000 mまで届けられ、発射速度は毎分25～30発であった。旋回と俯仰は人力で行われ、俯仰は仰角85.5度・俯角10度で360度旋回できたが実際は上部構造物により射界に制限があった。これを単装砲架で6基装備した。更に主砲では対処できない相手に53.3cm三連装水上魚雷発射管を2基装備した。
後に1941年に10cm高角砲を8基に増加、1942年には45mm機関砲を3基に減らす代わりに新設計の「1939年型 3.7cm（67口径）機関砲」を採用した。この砲は1.8 kgの砲弾を仰角45度で8,000 m、最大仰角85度で高度6,000 mまで届かられた。旋回と俯仰は人力で行われ、俯仰は仰角85.5度・俯角10度で360度旋回できたが実際は上部構造物により射界に制限があった。発射速度は4.5cm機関砲の約3倍になる毎分100発だった。これを単装砲架で5基を設置したが、1943年に4.5cm機関砲を全撤去して3.7cm機関砲を単装砲架で10基搭載に改められた。

### 水雷兵装
艦体中央に53.3cm3連装魚雷発射管を両舷に各1基装備したほか、後部甲板に90~100基の機雷を搭載できる軌条を2条装備した。

### 電子兵装
当初はレーダーなどの電子装備を有しなかったが、第二次大戦に伴うレンドリース法で供与された、アメリカ製のSGレーダーを艦橋と前部煙突の間に、イギリス製の281型レーダーを前方マスト頂上に装備した。いずれも、戦後にソ連国産のレーダーに換装された。

## 機関

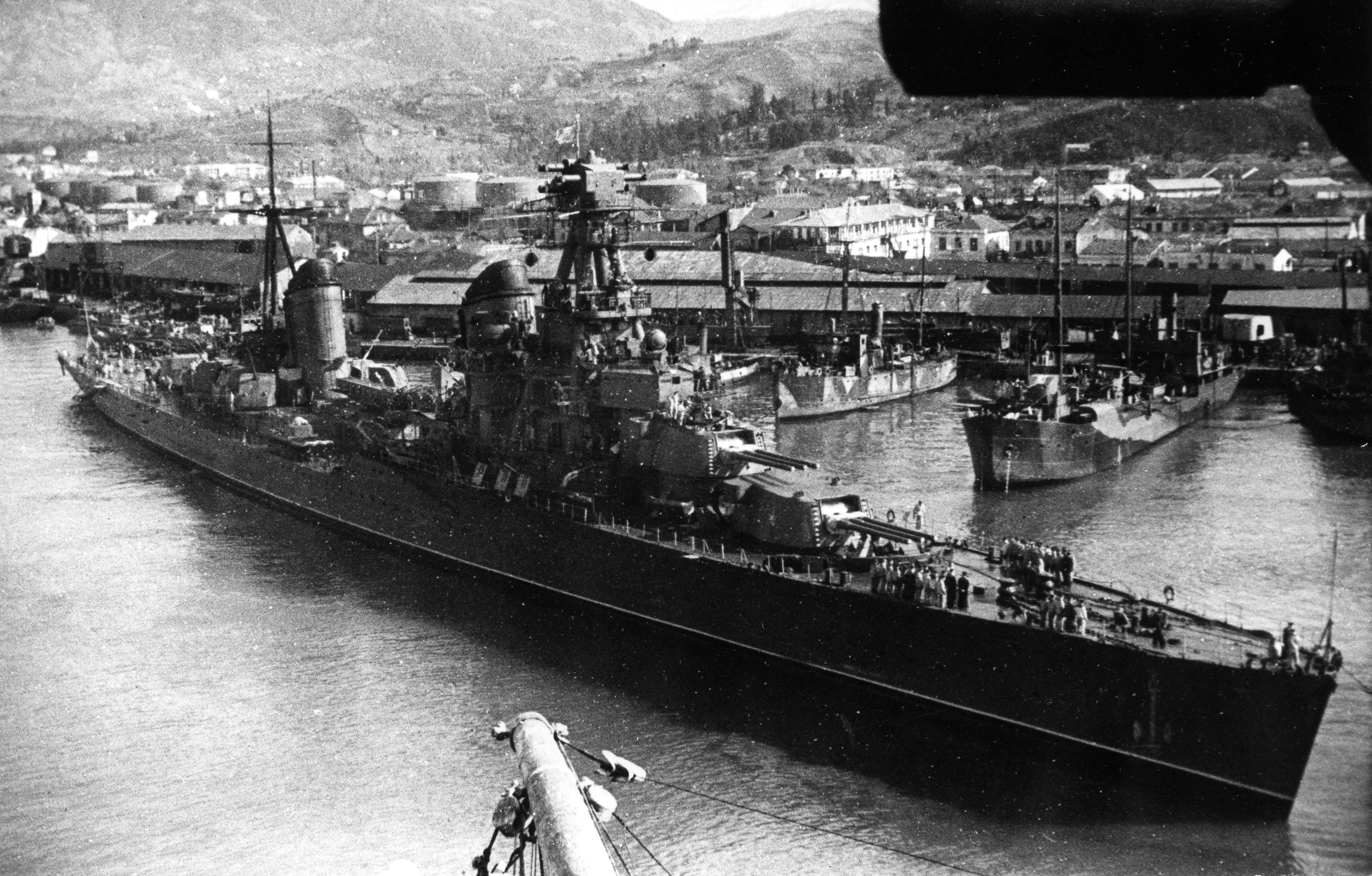
2番艦ヴォロシーロフ

機関配置はソ連近代巡洋艦初のシフト配置である。機関配置は艦橋と1番煙突の直下にボイラー缶3基とタービン機関1基で1組として2組前後に配置して機関の生存性を高めた。機関構成はヤーロウ式重油専焼缶6基とアンサルド式ギヤード･タービン2基2軸を組み合わせ、機関出力113.000馬力、速力36ノットを発揮した。航続性能は重油燃料タンクの容量1,280トンから計算され18ノットで3,750海里航行できるとされた。
1番艦キーロフには、イタリアから購入したエマヌエレ・フィリベルト・デュカ・ダオスタ級軽巡洋艦用の推進プラントをそのまま搭載した。1937年9月の公試では、最大出力113,500馬力で速力35.94ノットを発揮したが、計画速力をやや下回る成績であった。2番艦ヴォロシーロフには、イタリアの技術を応用した国産機関が搭載され、122,500hpで36.7ノットと計画性能を凌駕する性能を発揮した。

## 艦歴

### キーロフ
1935年10月22日起工。1936年11月30日進水。1938年9月26日竣工。冬戦争で1度出撃し艦砲射撃を実施。第二次世界大戦ではタリンとレニングラードの防衛戦に参加。被弾して被害を出す。戦後の1945年10月に触雷損傷。1960年に練習巡洋艦に類別変更され、1974年2月22日に除籍されて、その後解体された。

### ヴォロシーロフ
ニコラエフの第198造船所で建造。1935年10月15日起工、1937年6月28日に進水し1940年6月20日に竣工。黒海艦隊に配属された。
第二次世界大戦では黒海で様々な作戦に参加したが、コンスタンツァ襲撃の失敗や巡洋艦チェルヴォナ・ウクライナの喪失により黒海艦隊司令部が英雄の名を持つ巡洋艦の喪失を恐れたことからヴォロシーロフはほとんど活動しなくなった。さらに、スターリンの命令により1944年以降は終戦までポチにとどまっていた。
1959年8月に試験艦に種別変更され、艦名も「OS-24」に改称された。OS-24は主に巡航ミサイルや艦対空ミサイルの試験に用いられるため、主要兵装を撤去してマストは大型のラティス構造に交換された。1972年10月に宿泊船「PKZ-19」に種別変更され、1973年3月2日に除籍された。

## 諸元

### 竣工時
（【】内は2番艦「ヴォロシーロフ」）
- 水線長：187.0m
- 全長：191.4m
- 全幅：17.4m
- 吃水
  - 基準：5.75m
  - 満載：7.2m
- 基準排水量：7,750トン【7,845トン】
- 常備排水量：8,540トン
- 満載排水量：9,280トン【9,400トン】
- 兵装
  - 竣工時：1932年型 18cm（57口径）三連装速射砲3基、1940年型 10cm（56口径）単装高角砲6基（1941年：8基）、45mm（46口径）単装機関砲6基、53cm三連装水上魚雷発射管2基、機雷60 - 100発
  - 1943年：1932年型 18cm（57口径）三連装速射砲3基、1940年型 10cm（56口径）単装高角砲6基、1939年型 37mm（67口径）単装機関砲10基、53cm三連装水上魚雷発射管2基、機雷60～100発、機雷100発
- 機関：ヤーロー式重油専焼水管缶6基＋アンサルド式ギヤードタービン2基2軸推進【TZ-7式ギヤードタービン2基2軸推進】
- 最大出力：113.000hp（公試：129,700hp）
- 最大速力：36.0ノット
- 航続距離：18ノット/3,750海里【18ノット/2,140海里】
- 燃料タンク：1,280トン（重油）
- 装甲 
  - 舷側装甲：50mm（水線最厚部）
  - 甲板装甲：50mm（主甲板）
  - 機関室：63mm
  - 主砲塔装甲：150mm（前盾）、150mm（側盾）、-mm（後盾）、100mm（天蓋）
  - バーベット部：75mm
  - 司令塔：150mm（側盾）、100mm（天蓋）
- 航空兵装：水上機2機、K-12型カタパルト1基
- 乗員：734名
- 同型艦
  - 「キーロフ」
  - 「ヴォロシーロフ」

## 註
1. ↑  ソ連は英蘇海軍協定により『第2次ロンドン条約（1936年）』の質的基準を受け入れているが、キーロフ級に関しては条約下で建造が禁止されている重巡洋艦ではなく、建造可能な8000トン以下の軽巡洋艦として扱うよう打診しており、イギリスも建造可能な隻数制限を設けつつこの主張を認めている。
2. ↑  後にイタリア海軍で軽巡洋艦に三連装砲塔を採用した時は、各砲身が独立に運動する形式を採用して解決した。